# Jürgen Patocka
Jürgen Patocka est un footballeur autrichien né le 30 juillet 1977 à Vienne. Il évolue au poste de défenseur.